# یوردیس گرانتوف راکنرد
یوردیس گرانتوف راکنرد (انگلیسی: Hjørdis Grøntoft Raknerud; ۱۱ ژوئیهٔ ۱۸۷۸ – ۱۳ اکتبر ۱۹۱۸) معمار اهل نروژ بود.